# Герб Архангельска
Герб Архангельска — опознавательно-правовой знак, составленный и употребляемый в соответствии с правилами геральдики, служащий символом городского округа «Архангельск» Архангельской области Российской Федерации.
Герб зарегистрирован в Государственном геральдическом регистре РФ под № 5714.
Герб городского округа город «Архангельск» в соответствии с Методическими рекомендациями по разработке и использованию официальных символов муниципальных образований (Раздел 2, Глава VIII, п.п. 45-46), утвержденными Геральдическим советом при Президенте Российской Федерации 28.06.2006 года может воспроизводиться со статусной короной установленного образца.

## Описание и обоснование символики
Геральдическое описание (блазон) гласит:
В золотом поле щита изображён летящий архангел в синем одеянии с огненным мечом и щитом, побеждающий чёрного дьявола.
Летящий архангел в синем одеянии с огненным мечом и щитом символизирует русское воинство, победу сил добра над силами зла.
Чёрный дьявол олицетворяет неприятеля, зло, которое будет побеждено.
Герб имеет декоративное обрамление.
Герб города является гласным, поскольку название города происходит от наименования Михайло-Архангельского монастыря, вблизи которого он был основан по указу Ивана Грозного в 1584 году.

## История

### Герб Архангелогородского полка
В июне 1728 года Верховный тайный совет издал указ о введении нового образца полковых знамён с государственным и городским гербами. В 1729 году под руководством обер-директора над фортификацией генерала Б. К. Миниха и при участии художника Андрея Баранова (живописца А. Д. Меншикова) был составлен Знамённый гербовник. 8 (19) марта 1730 года новые гербы для полковых знамён были утверждены. Герб Архангелогородского полка имел следующее описание: 
Противъ того, что учинилъ Санти: Архангелъ въ синемъ одѣяніи, съ крыльями и съ огненнымъ мечемъ, побѣждающій діавола чернаго; в другой рукѣ щит красный, полѣ желтое.
Гербы 1730 года должны были размещаться не только на полковых знамёнах, но и на печатях, которыми губернаторы и воеводы опечатывали все бумаги, кроме партикулярных. Таким образом, герб Архангелогородского полка уже с этого периода стал приобретать статус городского герба.

### Герб 1780 года
В 1780 году Архангельск стал центром Архангельского уезда Вологодского наместничества.
Герб Архангельска был Высочайше утверждён императрицей Екатериной II 2 (13) октября 1780 года вместе с другими гербами городов Вологодского наместничества (ПСЗ, 1780, Закон № 15069).
Его описание гласило:
В золотом поле щита виден летящий Архангел, который вооружён пламенным мечом и щитом и поражает поверженного дьявола.

### Герб 1859 года
В 1859 г. в соответствии с проводимой геральдической реформой Б. Кене был составлен новый герб: 
В золотом поле святой архистратиг Михаил в лазоревом вооружении с червленым пламенеющим мечем и с лазоревым щитом, украшенным золотым крестом, попирающий черного лежащего дьявола. Щит увенчан золотой стенчатой короной, за щитом положены накрест два золотые якоря, соединенные Александровской лентой.

### Советская эмблема
В советский период была известна не имевшая официального статуса гербоподобная эмблема с изображением корабля как символа портового города. В частности, известен выпуск 1989 года значка Щербинским заводом металлической галантереи.

### Современный герб
10 октября 1989 — решением Архангельского городского Совета народных депутатов восстановлен исторический герб Архангельска.
27 мая 1998 — решением Архангельского городского Совета депутатов утверждено Положение о гербе города.
Герб Архангельска включён в Государственный геральдический регистр Российской Федерации под № 5714.

## Критика и перспективы развития

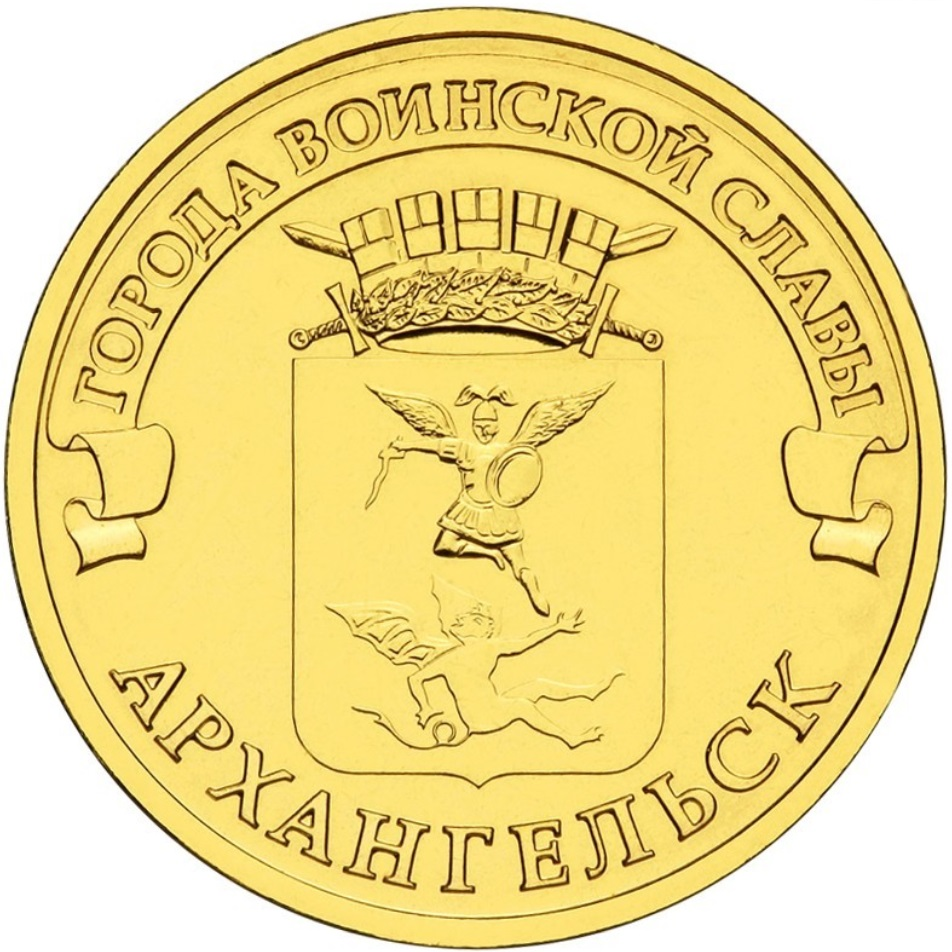
Памятная монета
10 рублей (2013)

В 2008 году в среде православной общественности Архангельска возникло требование по исключению из герба города изображения дьявола, повергаемого архангелом. В ходе дискуссии член Геральдического совета при Президенте Российской Федерации Михаил Шелковенко высказал следующее мнение:
К сожалению, та, вроде бы, незначительная поправка, которая была внесена в исторический герб при его переутверждении в 1989 году (сатана был изображён не смятенным и низвергнутым, как в старом гербе — он и обращён там был осознанно геральдически влево — а обернувшимся на Архистратига, то есть еще как бы противостоящим ему), не пошла гербу на пользу. Это было вполне невежественно сделано. Да и сам рисунок по качеству явно уступает своему историческому прообразу.
5 декабря 2009 указом Президента России городу Архангельску было присвоено почётное звание «Город воинской славы». В сентябре 2013 года Центральным банком Российской Федерации была выпущена памятная монета серии «Города воинской славы», посвящённая Архангельску, на которой герб города был изображён с двумя положенными накрест мечами за муниципальной короной. Такое геральдическое отличие предложено для всех городов воинской славы.

## Созвучные гербы

Герб Брюсселя

Герб Бяла-Подляски

Близкими по используемым геральдическим элементам городскими гербами являются гербы Брюсселя и польского города Бяла-Подляска, на которых также изображён Архангел Михаил, поражающий дьявола. Во многих других случаях Архангел изображается с мечом и весами.